# 睫苞豆属
睫苞豆属（学名：Geissaspis）是蝶形花科下的一个属，为草本植物。该属共有3种，分布于亚洲热带和亚热带地区。